# Seebestattung

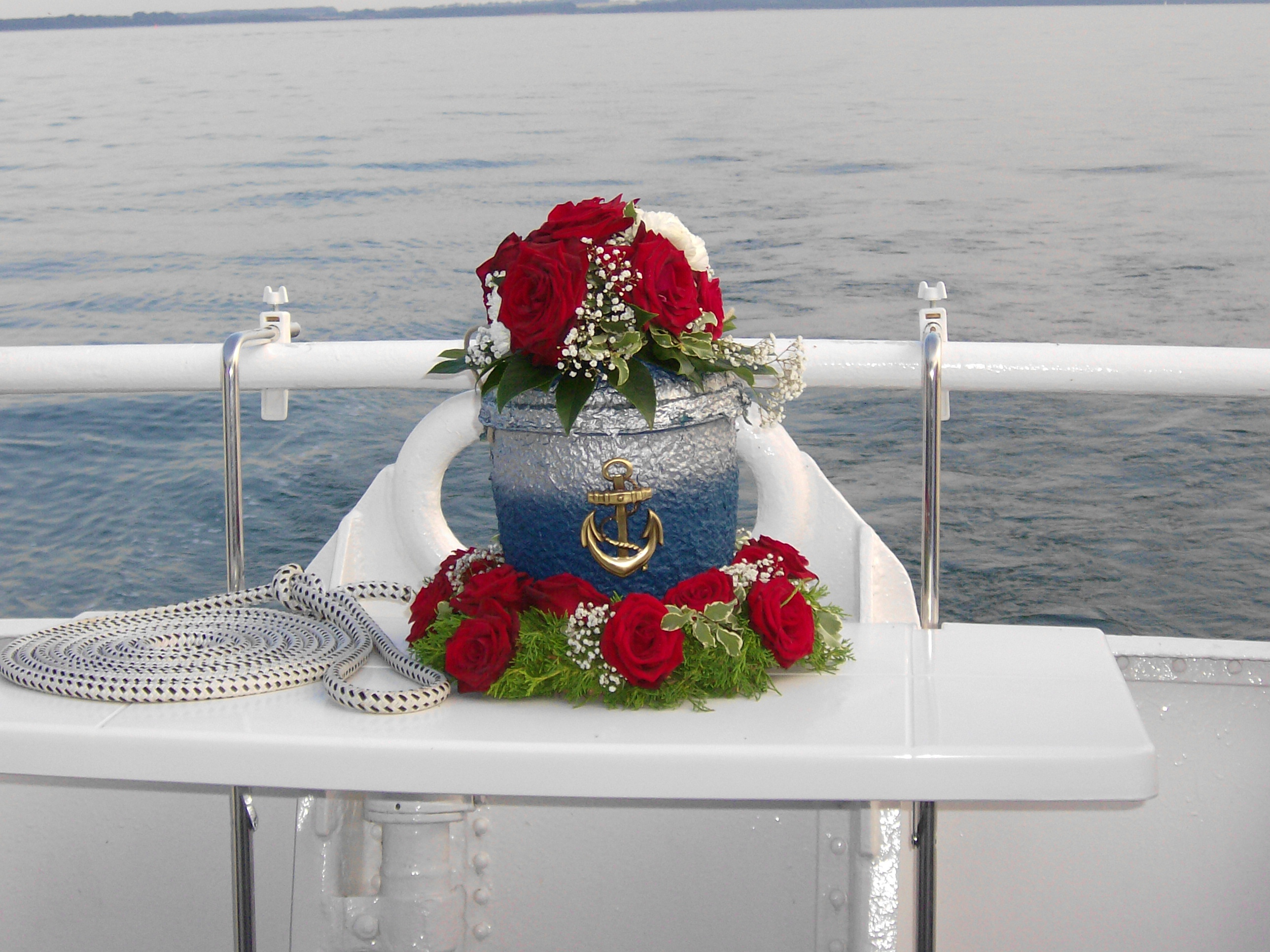
Seeurne mit Blumenschmuck an Bord eines Schiffes vor dessen Reling und Klüse (2009)

„Seebestattung“, Ölgemälde eines unbekannten Künstlers um 1900 (in der Stralsunder St.-Marien-Kirche)

Unter einer Seebestattung versteht man die Bestattung des Leichnams oder der Asche eines Verstorbenen auf See.

## Bestattung von auf See verstorbenen Personen

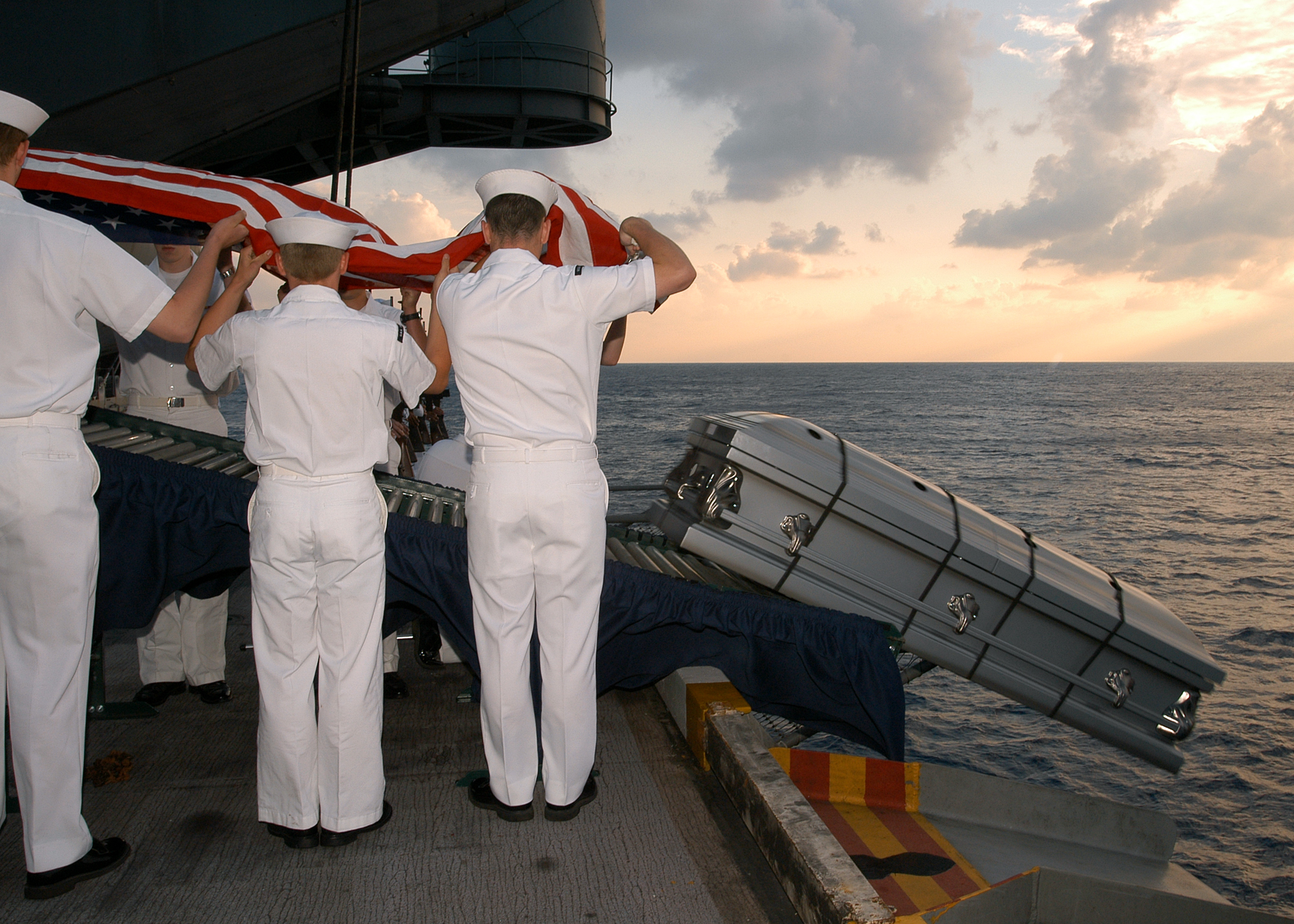
Seebestattung bei der United States Navy, Flugzeugträger USS Enterprise (2004)

Auf See wurden bis ins frühe 20. Jahrhundert fast ausschließlich Personen bestattet, die an Bord verstarben und für die eine Beisetzung des Leichnams an Land nicht praktikabel erschien. Auch Seuchenschutzgründe spielten dabei eine Rolle. Historische Beispiele sind die Seebestattungen von Sir Francis Drake und James Cook. Nach Seeschlachten übergab man die Toten häufig dem Meer, und auch auf See gefundene Leichen von Opfern von Schiffsunglücken (etwa dem Untergang der Titanic) wurden so bestattet. In Einzelfällen wurden – und werden nach wie vor – auch die Särge von an Land verstorbenen Seeleuten dem Meer übergeben, was besonders für Angehörige der Marine als eine ehrenvolle Form der Bestattung gilt und mit entsprechendem militärischen Zeremoniell vorgenommen wird.

## Seebestattung als Alternative zur Friedhofsbeisetzung
Mit dem vermehrten Aufkommen der Feuerbestattung seit Anfang des 20. Jahrhunderts wandelte sich die Funktion der Seebestattung grundlegend, da diese Bestattungsform nun weiteren Kreisen der Bevölkerung zugänglich wurde und ihren Charakter als Notbestattung für auf See Verstorbene verlor. Die Beisetzung der Überreste eines zuvor eingeäscherten Verstorbenen im Meer entwickelte sich zu einer Alternative zur Sarg- oder Urnenbestattung auf einem Friedhof.

### Rechtslage in Deutschland
In Deutschland ist es seit 1934 möglich, statt einer Friedhofsbestattung eine Seebestattung vorzunehmen. Dafür wird die Asche in einer speziellen Seeurne üblicherweise im Bereich des Küstenmeeres (speziell eingezeichnete Seegebiete in Seekarten) über „rauem Grund“ nach den seemännischen Bräuchen dem Meer übergeben. Der Kapitän hält dabei die Trauerrede. Mit „rauem Grund“ sind Gebiete gemeint, in denen nicht gefischt oder Wassersport getrieben wird. Möglichkeiten bestehen nahezu in jedem Meer, von Deutschland aus vorwiegend in der Nord- und Ostsee, auch im Atlantik oder im Mittelmeer.

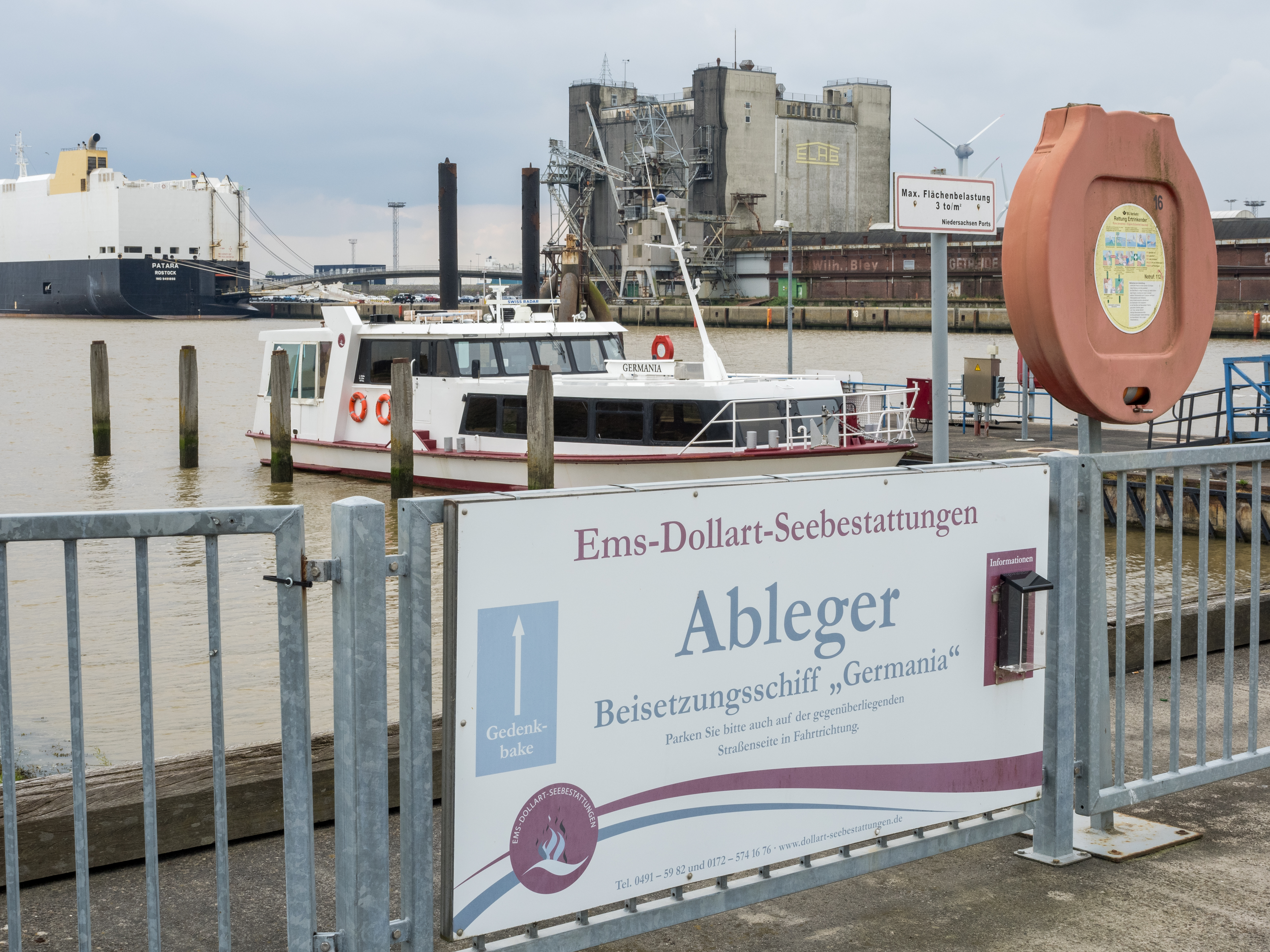
Beisetzungsschiff in Emden

### Voraussetzungen für eine Seebestattung
Eine Seebestattung muss in einigen deutschen Bundesländern behördlich genehmigt werden. Dazu ist es oft notwendig, dass der Verstorbene in besonderer Weise mit der See verbunden war. Dies kann eine frühere Tätigkeit als Seefahrer oder eine tiefe geistige Verbundenheit zur See sein. Im Allgemeinen reicht eine Erklärung der Angehörigen gegenüber den zuständigen amtlichen Stellen aus. Um den Wunsch zweifelsfrei zu belegen, sollte zu Lebzeiten eine Bestattungsverfügung hinterlegt werden, aus der später der Wille des Verstorbenen klar erkennbar und von mindestens einer anderen Person bestätigt ist.
Um Schifffahrt und Badende an den Stränden der See nicht zu gefährden, gelten strenge Regeln für die Seebestattung. Die Wasserstraßen- und Schifffahrtsämter haben in ihren Zuständigkeitsgebieten feste Positionen für den Seefriedhof ausgeschrieben. Schiffe, die Seebestattungsfahrten ausführen, fahren bei deutschen Fahrten unter deutscher Flagge. Weitere strenge Auflagen gelten. Die Urne muss aus sich vollständig auflösendem Material bestehen, zum Beispiel Anhydrit, Tonolith, Halit oder Pappmaché, das der Vorgabe des Bundesamtes für Seeschifffahrt und Hydrographie entspricht. Weiter muss sie mit Kies, Sand oder Wasser aufgefüllt werden, damit sie sicher und rasch absinkt und ein Aufschwimmen verhindert wird. Die Angehörigen können Blumen auf das Wasser geben, aus Umweltschutzgründen wird allerdings auf Gebinde und Kränze verzichtet. Die feste Position der Urnenbeisetzung in der See wird mit einem Logbucheintrag festgehalten, der auch der Wasserstraßen- und Schifffahrtsbehörde vorgelegt werden kann. Für die Bestattung zur See benötigen Beerdigungsinstitute und Schiffsbetreiber außerdem eine wasser- und seerechtliche Erlaubnis.

### Ablauf einer Seebestattung heute
Vielfach findet zunächst am Heimatort des Verstorbenen eine übliche Trauerfeier am Sarg statt, auf die die Einäscherung folgt. Der Bestatter überführt oder übersendet die Krematoriumsurne meist mit einem Paketdienst an eine Seebestattungsreederei. Dort wird die Asche in eine Seebestattungsurne aus auflösbarem Material umgefüllt. Die Angehörigen haben die Wahl, ob sie an der Bestattung der Urne auf See teilnehmen möchten oder nicht. Bei der Teilnahme von Angehörigen wird der Vorgang „begleitete Seebestattung“ genannt, andernfalls „stille Seebestattung“. Bei einer stillen Seebestattung werden mehrere Urnen bei einer Bestattungsfahrt dem Meer übergeben. Nehmen die Angehörigen teil, wird nur die Urne des Verstorbenen, dessen Angehörige an Bord sind, mit auf See genommen und Kapitän wie Besatzung nehmen die Bestattung als Zeichen der Würdigung des Verstorbenen in Marineuniform vor. Ein Hissen der Flagge, musikalische Untermalung (Nationalhymne oder Trauermusik) und das Blasen der Bootsmannspfeife sind oft begleitende Rituale. Nach einer kurzen Ansprache wird die Urne an einem Tampen (Schiffstau) dem Meer übergeben. Da das Übergeben von Kränzen mit Schleifen und Blumengebinden nicht erlaubt ist, werden meist einzelne Blumen oder Blütenblätter als letzter Gruß auf das Seegrab gestreut.
Ein deutscher Seebestatter lässt zum Entlassen der Urne „traditionell“ 4 Doppelschläge mit der Schiffsglocke geben und umkreist dann mit dem Schiff dreimal die Stelle.

### Trauerbewältigung

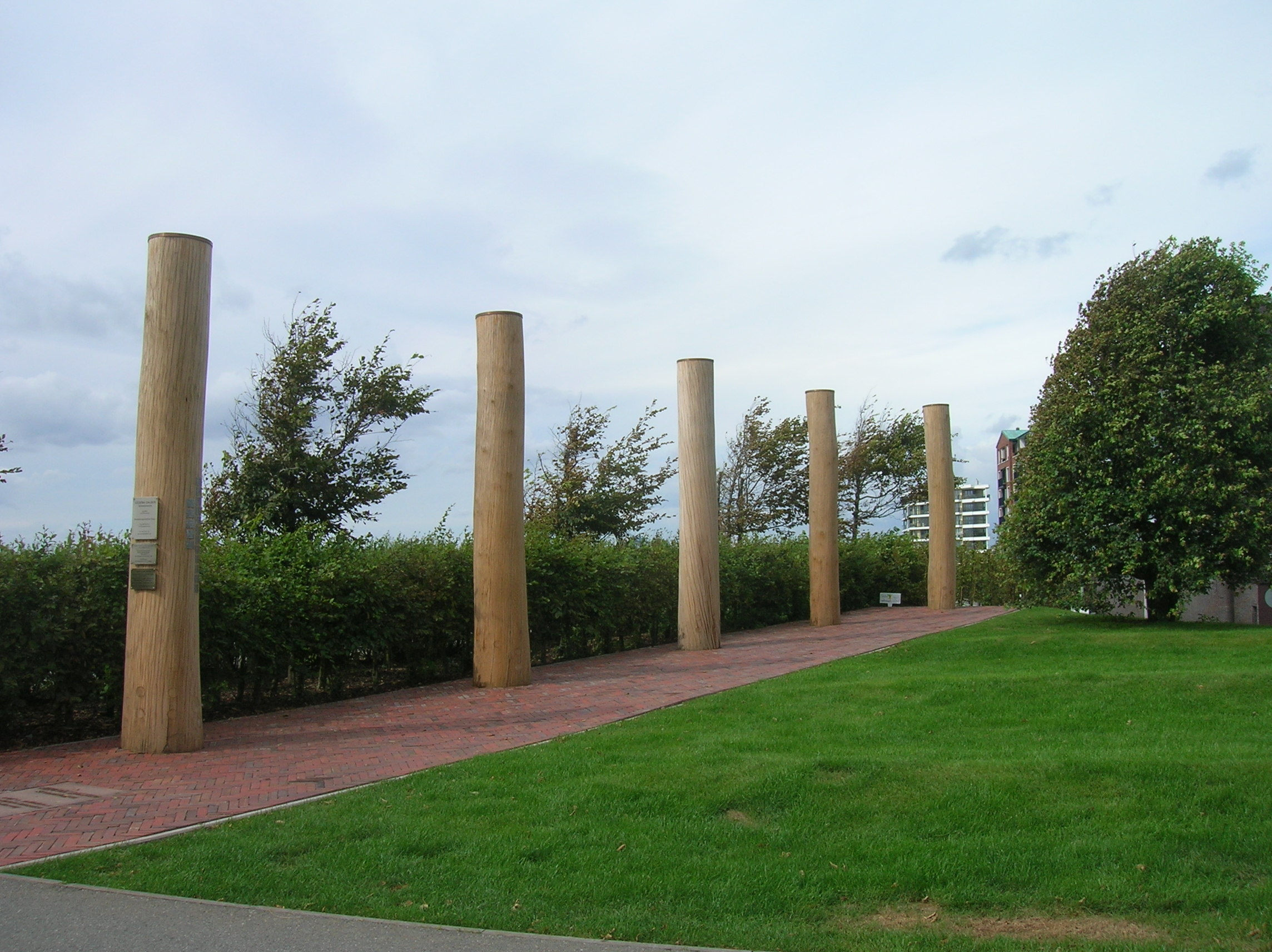
Gedenkdalben am Weserdeich in Bremerhaven mit Namenstafeln für Bestattete (2007)

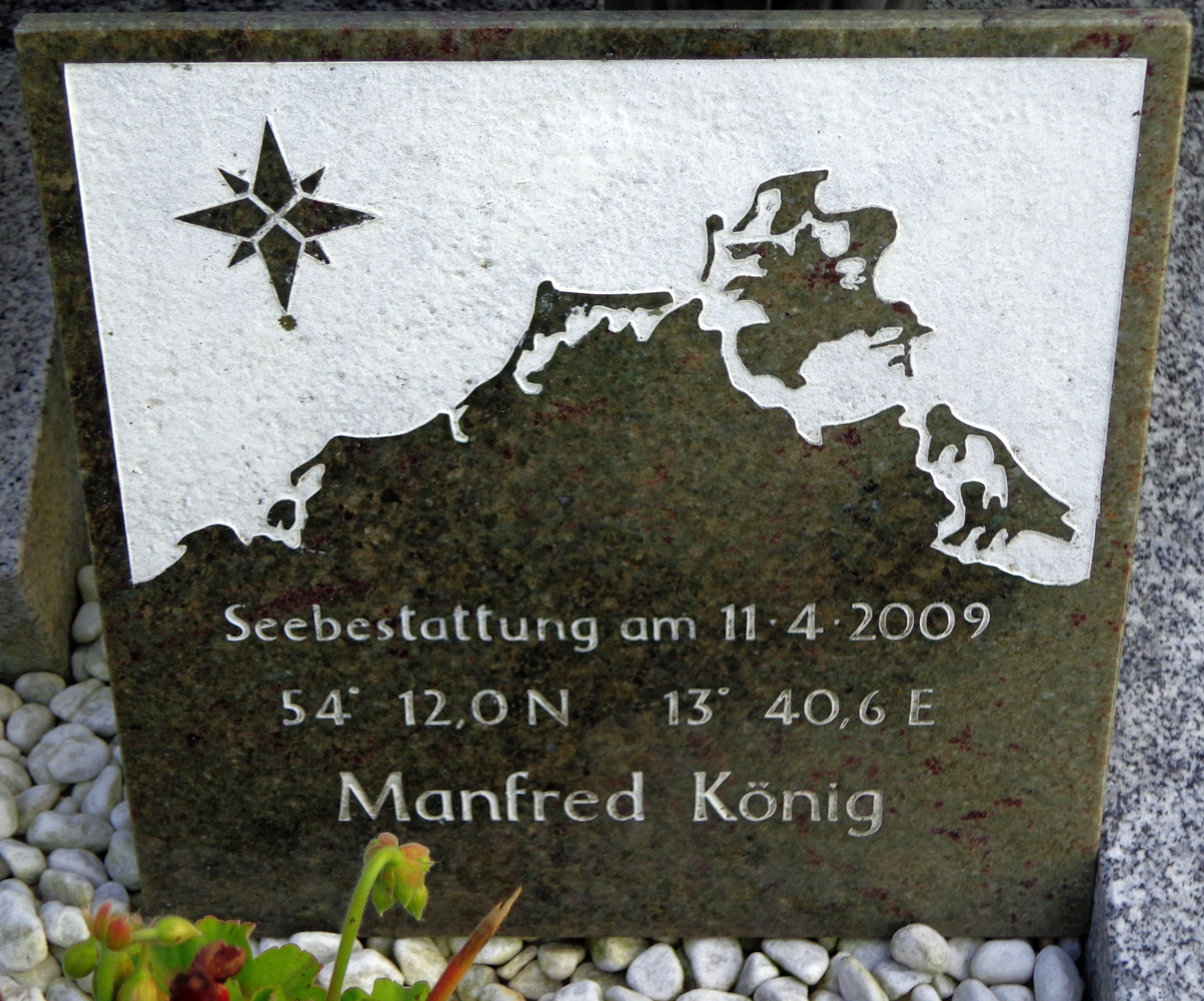
Hinweis auf Seebestattung auf einem Friedhof

Einige Hinterbliebene vermissen das Grab als einen örtlichen Bezugspunkt. Befürworter der Seebestattung sehen das Wasser als allgegenwärtiges und immer erreichbares Medium, das es Hinterbliebenen gestattet, allerorts mit der Trauer und dem Gedenken umzugehen. Deshalb finden nachfolgende Trauerfahrten zu den Beisetzungsplätzen in Nord- und Ostsee statt. An vielen Orten gibt es Gedenkstätten an Land, beispielsweise die Brücke der Erinnerung am Harlesieler Hafen, am Brodtener Ufer bei Travemünde oder die Erinnerungsstätte Seefrieden in Wilhelmshaven. Auch finden Sammelgedenkfeiern beispielsweise am Marine-Denkmal in Laboe statt. Einige Seebestattungsreedereien bieten, meist nach vorheriger Anmeldung, Fahrten zu den Koordinaten einer vorherigen Seebestattung an, wo Gelegenheit zur Andacht ist.

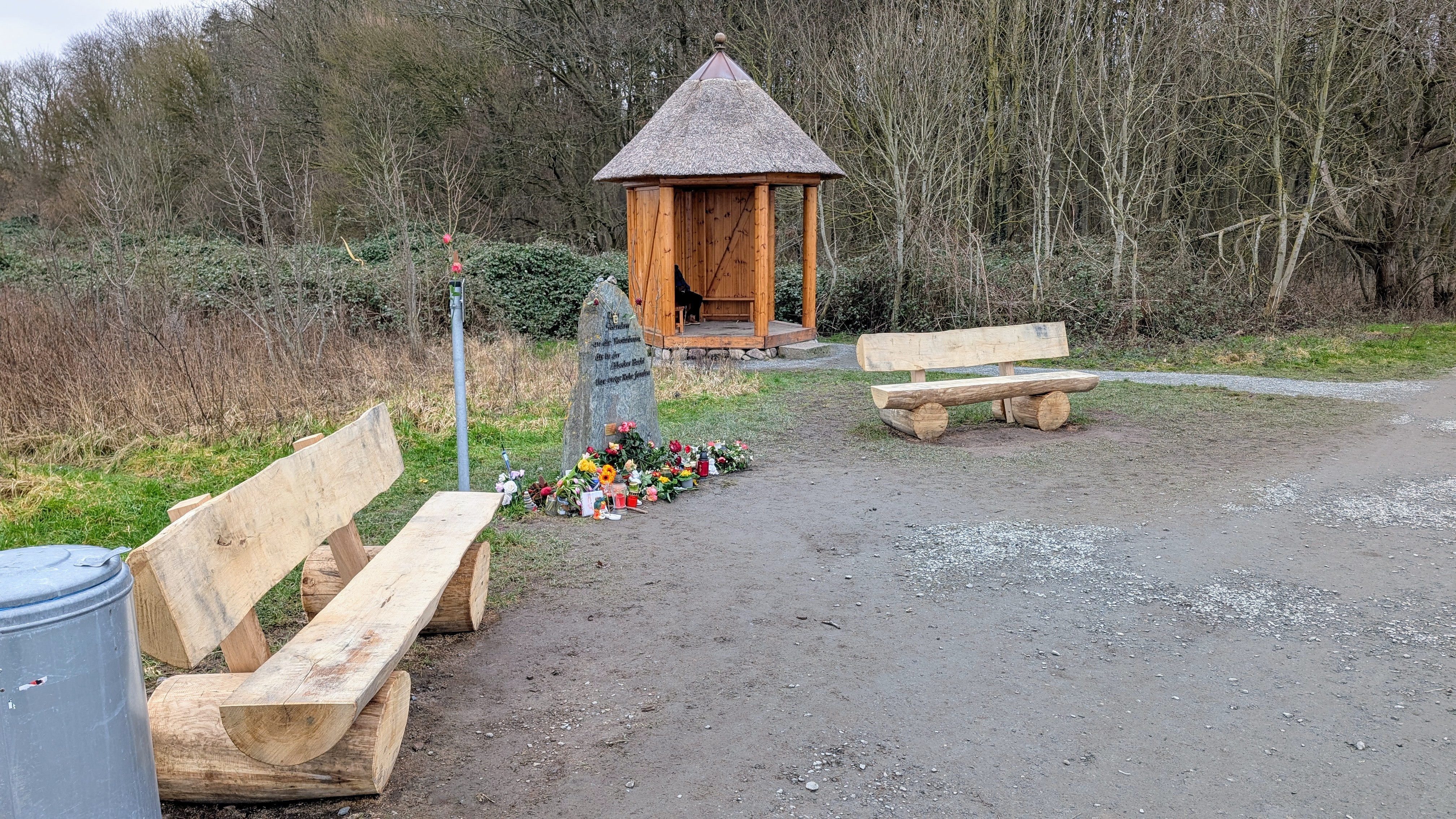
Gedenkstein Seebestattung

### Ökonomische Gesichtspunkte
Die Kosten einer Seebestattung sind nicht genau im Voraus zu bestimmen, weil viele Faktoren eine Rolle spielen. Bei seriösen Anbietern kosten stille (anonyme) Beisetzungen 1000 bis 3000 Euro und mit kompletter Trauerfeier und -fahrt 1450 bis 4500 Euro. Gegenüber herkömmlichen Bestattungen bietet eine Seebestattung folgende Vorteile: Es gibt kein Grab, das gepflegt werden muss, und die Kostensumme für eine solche Bestattung ist geringer als für eine herkömmliche Bestattung auf einem Friedhof, da keine Liegegebühren sowie keine Kosten für eine Grabpflege anfallen. Überdies kann ein günstiger Verbrennungssarg für die Feuerbestattung verwendet werden. Als Variante der Sozialbestattung wurde die Seebestattung bis vor wenigen Jahren in Deutschland nicht akzeptiert. Die Gemeinden oder zuständigen Behörden haben sich immer auf den genauen Wortlaut des regelnden § 74 SGB XII berufen, der nur eine Erdbestattung beschrieb. Das hat sich mit den Änderungen der jeweiligen Landesbestattungsgesetze gewandelt.

### Ökologische Gesichtspunkte
Die Asche ist keimfrei und lagert sich als kleines Häufchen auf dem Sediment am Meeresboden ab. Falsch ist die Vorstellung, dass sich die Asche im Wasser komplett verteilt. Die Urne besteht aus vergänglichem Material und belastet die Umwelt nicht, sie löst sich jedoch erst nach Stunden auf, wenn sie mit der Asche bereits am Meeresgrund liegt. Unlösliche Teile der Asche bleiben am Ort, vermischen sich mit Meeresgrund und werden mitunter überdeckt, so dass eine Grabstelle auf dem Meeresgrund entstehen kann.

## Auf See bestattete Personen
Die Seebestattung wird oft von Seeleuten und Schiffsbesatzungen gewählt, eine weitere Gruppe von Personen fühlt sich dem Meer aus unterschiedlichen Gründen verbunden oder wählt diese Form als ökologische Variante aus. Politisch problematische Personen werden gelegentlich auf See bestattet, um die Entstehung von Wallfahrtsstätten unter ihrer Anhängerschaft zu vermeiden.
- Neil Armstrong (1930–2012) (Asche wurde im Atlantik bestattet), US-amerikanischer Testpilot und Astronaut
- Bambus-Klaus (1956–2012) (Asche wurde vor dem Sylter Weststrand der Nordsee übergeben), deutscher Zahntechniker, Gastwirt und Schlagersänger
- Peter Behrens (1947–2016) (Die Asche wurde in der Nordsee verstreut und eine Gedenktafel in Wilhelmshaven angebracht), deutscher Musiker und Schauspieler
- Osama bin Laden (1957–2011) (Der Körper wurde innerhalb von 24 Stunden nach dem Tod der See übergeben), saudi-arabischer, seit 1994 staatenloser Terrorist
- Werner Böhm (1941–2020), Bestattung im Meer bei Gran Canaria, deutscher Sänger und Musiker, bekannt unter dem Pseudonym „Gottlieb Wendehals“
- John Carradine (1906–1988) (Der Körper wurde von seiner Familie im Indischen Ozean bestattet), US-amerikanischer Schauspieler
- Georg Danzer (1946–2007) (Asche wurde vor Mallorca im Mittelmeer bestattet), österreichischer Liedermacher
- Francis Drake (1540–1596) (Der Körper wurde in einem Bleisarg vor der Küste von Panama versenkt), englischer Freibeuter und Entdecker, später Vizeadmiral und der erste englische Weltumsegler
- Adolf Eichmann (1906–1962) (Nach der Hinrichtung wurde die Asche in einem nicht näher benannten Gebiet über dem Mittelmeer verstreut), deutscher SS-Obersturmbannführer
- Friedrich Engels (1820–1895) (Seine Urne wurde vor der englischen Küste bei Beachy Head nahe Eastbourne ins Meer versenkt), deutscher Philosoph, Gesellschaftstheoretiker, Historiker, Journalist und kommunistischer Revolutionär
- Thomas Fritsch (1944–2021) (Bestattung in der Nordsee vor Sylt), deutscher Schauspieler, Synchronsprecher und Schlagersänger
- Gunter Gabriel (1942–2017), deutscher Country- und Schlagersänger (seine Urne wurde in der Ostsee vor Travemünde versenkt)
- Walter Giller (1927–2011) (In der Nordsee bei Büsum bestattet), deutscher Schauspieler
- Rudolf Heß (1894–1987) (Seebestattung 2011 nach Auflösung des Grabes)[7][8], deutscher Politiker (NSDAP)
- Edmund Hillary (1919–2008) (Asche wurde vor Neuseeland im Hauraki Gulf bestattet), neuseeländischer Bergsteiger
- Alfred Hitchcock (1899–1980) (Asche wurde im Pazifik bestattet), britischer Filmregisseur, Drehbuchautor, Filmproduzent und Filmeditor
- Rock Hudson (1925–1985), US-amerikanischer Schauspieler
- Janis Joplin (1943–1970), US-amerikanische Rock- und Bluessängerin; ihre Asche wurde über dem Pazifischen Ozean vor der Küste von Marin County bei San Francisco von einem Flugzeug verstreut
- DeForest Kelley (1920–1999) (Asche wurde im Pazifik bestattet), US-amerikanischer Schauspieler
- John F. Kennedy, Jr. (1960–1999) (Asche wurde vor Martha’s Vineyard, dem Landsitz der Kennedys, im Atlantik bestattet), US-amerikanischer Jurist und Verleger
- Klaus Kinski (1926–1991), deutscher Schauspieler, Regisseur und Buchautor; seine Asche wurde im Pazifik vor San Francisco verstreut
- Werner Klemperer (1920–2000), deutsch-amerikanischer Schauspieler und Musiker
- James Krüss (1926–1997) (Wurde vor seiner Heimatinsel Helgoland auf See bestattet), deutscher Dichter und Schriftsteller
- Peter Lustig (1937–2016), deutscher Fernsehmoderator und Kinderbuchautor; seine Asche wurde in der Nordsee (Nordstrand) verstreut
- Steve McQueen (1930–1980), US-amerikanischer Film- und Fernsehschauspieler
- Robert Mitchum (1917–1997), US-amerikanischer Schauspieler
- Ángel Nieto (1947–2017) (Asche wurde vor Ibiza im Mittelmeer bestattet), spanischer Motorradrennfahrer
- Erik Ode (1910–1983), deutscher Schauspieler, Regisseur und Synchronsprecher
- Vincent Price (1911–1993), US-amerikanischer Schauspieler und Autor
- Alexander Selkirk (1676–1721), schottischer Seefahrer und Abenteurer, historisches Vorbild für Robinson Crusoe
- Hans Söhnker (1903–1981) (Asche wurde in der Ostsee bestattet), deutscher Schauspieler
- Auwa Thiemann (1950–2014) (Asche wurde in der Ostsee bestattet), deutscher Profiangler, Angelcoach und Moderator
- H. G. Wells (1866–1946) (Asche wurde vor der Küste von England bestattet), englischer Schriftsteller und Pionier der Science-Fiction-Literatur
- Robin Williams (1951–2014) (Bestattung in der Bucht von San Francisco), US-amerikanischer Schauspieler und Komiker
- Dennis Wilson (1944–1983), US-amerikanischer Musiker
- Armin Zimmermann (1917–1976),[9] fünfter Generalinspekteur der Bundeswehr